# Wiry (Majdan Sieniawski)
Wiry – część wsi Majdan Sieniawski w Polsce położona w województwie podkarpackim, w powiecie przeworskim, w gminie Adamówka.
W latach 1975–1998 część wsi administracyjnie należała do województwa przemyskiego.